# アルマンベト・マツブライモフ
アルマンベト・マツブライモフ（1952年 - ）は、キルギス共和国の政治家。ジョゴルク・ケネシュ (キルギス議会) 代議員。過去、産業相、第一副首相、首相代行等を務めた。

## 経歴
オシ州ウズゲンスキー地区コシャテル村出身。1973年、タシケント軽・繊維工業大学卒業。
1977年～1990年、企業の職長から工場長までを務めた。
- 1990年～1991年 - フルンゼ市スヴェルドロフスキー地区執行委員会議長
- 1991年～1993年 - 産業第一次官、産業相
- 1993年～1995年 - 第一副首相
- 1993年12月13日～14日 - 首相代行
- 1995年～2000年 - ジョゴルク・ケネシュ（議会）人民代表者院代議員
- 1995年～1997年11月 - 議会人民代表者院トラガ（議長）.
- 1996年9月～1998年2月 - ベラルーシ・カザフスタン・キルギス・ロシア議会間委員会議長

2000年、議会選挙で落選。2000年、大統領選挙に出馬しようとしたが、必要な署名数を集められなかった。
2005年、議会選挙に出馬したが落選。2005年4月27日～10月、南部地域（バトケン州、ジャラル・アバド州、オシ州、オシ市）大統領全権代表。
2005年12月30日～2006年、ユーラシア経済共同体附属キルギス常任代表。2006年1月～12月、CISとユーラシア経済共同体の枠内における統合協力問題を担当する大統領全権代表を兼任。
2006年、ジョゴルク・ケネシュ代議員。

## パーソナル
妻帯、3女を有する。